# Monarh (leptir)
Leptir Monarh (Danaus plexippus) veliki je leptir (raspon krila od 89 do 102 mm) iz porodice šarenaca, osnovna boja krila je narančasta. Stražnja krila su nešto svjetlija pa se na njima ističu tamna rebra. Ženke imaju tamnije "vene" na svojim krilima, dok mužjaci imaju tamnu točku na središtu stražnjih krila, tzv. androconium, iz kojega se otpuštaju feromoni. Mužjaci su također i nešto krupniji.

## Stanište
Leptir Monarh je leptir selac, te je najpoznatiji po svojoj osmomjesečnoj seobi na sjever Stjenjaka u istočnoj Kanadi i natrag prema jugu u meksička zimovališta, udaljena oko 4.000 km. Kako pronađu svoj put do zimilišta i natrag u svom epskom putovanju, pri kojemu se smijene četiri gereracije leptira, njihova krila stvore zvuk koji podsjeća na padanje kiše, a mnoge grane u rezervatu se oboje u narančasto i doslovno saviju pod težinom velikih skupina leptira, još uvijek ostaje tajnom. Zbog toga je Rezervat biosfere leptira Monarha u Meksiku upisan na UNESCO-ov popis mjesta svjetske baštine u Amerikama 2008. godine.
Leptir Monarh je od 1871. godine zabilježen i u Australiji i Novom Zelandu, gdje ga zovu "Lutalica" (en. Wanderer). Također je udomaćen na Azorima i Madeiri, a ponekad se može pronaći i u Zapadnoj Europi, te ga u Ujedinjenom Kraljevstvu zovu "Mliječni-korov" (Milkweed) po biljki kojom se hrani iz porodice Svilenica.

## Slike
- mužjak
- ženka